# Thorgan Hazard
Thorgan Ganael Francis Hazard (phát âm tiếng Pháp: [toʁɡɑ̃n azɑʁ]; sinh ngày 29 tháng 3 năm 1993) là một cầu thủ bóng đá chuyên nghiệp người Bỉ hiện đang thi đấu cho câu lạc bộ Belgian Pro League Anderlecht và đội tuyển bóng đá quốc gia Bỉ ở vị trí tiền vệ tấn công hoặc tiền vệ cánh.
Là em trai của cựu cầu thủ bóng đá Eden Hazard, anh là một tuyển thủ trẻ và từng thi đấu ở các cấp độ đội tuyển U-16, U-17, U-18, U-19 và U-21 của Bỉ. Hazard đã được huấn luyện viên đội trẻ của Lens - Eric Assadourian mô tả là "Một cầu thủ có kĩ thuật tài năng, người có thể tự mình quyết định trận đấu một cách dễ dàng" và Eden Hazard cũng khẳng định rằng anh tin Thorgan là cầu thủ giỏi hơn trong 2 anh em.

## Thống kê

### Câu lạc bộ
Tính đến 20 tháng 3 năm 2021
| CLB                      | Mùa Giải       | Giải đấu | Giải đấu     | Cup     | Cup          | Cup châu Âu | Cup châu Âu  | Tổng cộng | Tổng cộng    |
| CLB                      | Mùa Giải       | Số Trận  | Số Bàn Thắng | Số Trận | Số Bàn Thắng | Số Trận     | Số Bàn Thắng | Số Trận   | Số Bàn Thắng |
| ------------------------ | -------------- | -------- | ------------ | ------- | ------------ | ----------- | ------------ | --------- | ------------ |
| Lens                     | 2011–12        | 14       | 0            | 2       | 0            | —           | —            | 16        | 0            |
| Zulte Waregem            | 2012–13        | 34       | 4            | 3       | 0            | —           | —            | 37        | 4            |
| Zulte Waregem            | 2013–14        | 39       | 14           | 4       | 1            | 10          | 2            | 53        | 17           |
| Zulte Waregem            | Tổng cộng      | 73       | 18           | 7       | 1            | 10          | 2            | 90        | 21           |
| Borussia Mönchengladbach | 2014–15        | 28       | 1            | 4       | 1            | 9           | 3            | 41        | 5            |
| Borussia Mönchengladbach | 2015–16        | 29       | 4            | 3       | 2            | 4           | 0            | 36        | 6            |
| Borussia Mönchengladbach | 2016–17        | 23       | 6            | 2       | 1            | 8           | 4            | 33        | 11           |
| Borussia Mönchengladbach | 2017–18        | 34       | 10           | 3       | 1            | -           | -            | 37        | 11           |
| Borussia Mönchengladbach | 2018–19        | 33       | 10           | 2       | 3            | -           | -            | 35        | 13           |
| Borussia Mönchengladbach | Tổng cộng      | 147      | 31           | 14      | 8            | 21          | 7            | 183       | 46           |
| Borussia Dortmund        | 2019–20        | 33       | 7            | 3       | 0            | 7           | 0            | 43        | 7            |
| Borussia Dortmund        | 2020–21        | 9        | 1            | 3       | 1            | 6           | 1            | 18        | 3            |
| Borussia Dortmund        | Tổng cộng      | 42       | 8            | 6       | 1            | 13          | 1            | 60        | 10           |
| Tổng Sự nghiệp           | Tổng Sự nghiệp | 276      | 57           | 29      | 12           | 42          | 10           | 348       | 77           |

### Bàn thắng quốc tế
| #  | Ngày                 | Địa điểm                                       | Đối thủ    | Bàn thắng | Kết quả | Giải đấu                    |
| -- | -------------------- | ---------------------------------------------- | ---------- | --------- | ------- | --------------------------- |
| 1. | 10 tháng 10 năm 2017 | Sân vận động Nhà vua Baudouin, Brussels, Bỉ    | Síp        | 2–0       | 4–0     | Vòng loại World Cup 2018    |
| 2. | 18 tháng 11 năm 2018 | Swissporarena, Lucerne, Thụy Sĩ                | Thụy Sĩ    | 1–0       | 2–5     | UEFA Nations League 2018–19 |
| 3. | 18 tháng 11 năm 2018 | Swissporarena, Lucerne, Thụy Sĩ                | Thụy Sĩ    | 2–0       | 2–5     | UEFA Nations League 2018–19 |
| 4. | 16 tháng 11 năm 2019 | Sân vận động Krestovsky, Saint Petersburg, Nga | Nga        | 1–0       | 4–1     | Vòng loại Euro 2020         |
| 5. | 24 tháng 3 năm 2021  | Den Dreef, Leuven, Bỉ                          | Wales      | 2–0       | 3–1     | Vòng loại World Cup 2022    |
| 6. | 3 tháng 6 năm 2021   | Sân vận động Nhà vua Baudouin, Brussels, Bỉ    | Hy Lạp     | 1–0       | 1–1     | Giao hữu                    |
| 7. | 17 tháng 6 năm 2021  | Sân vận động Parken, Copenhagen, Đan Mạch      | Đan Mạch   | 1–1       | 1–2     | Euro 2020                   |
| 8. | 27 tháng 6 năm 2021  | Sân vận động La Cartuja, Sevilla, Tây Ban Nha  | Bồ Đào Nha | 1–0       | 1–0     | Euro 2020                   |
| 9. | 13 tháng 11 năm 2021 | Sân vận động Nhà vua Baudouin, Brussels, Bỉ    | Belarus    | 3–1       | 3–1     | Vòng loại World Cup 2022    |